# Tití de ventre castany
El tití de ventre castany (Plecturocebus caligatus) és una espècie de primat de la família dels pitècids. Aquest tití és endèmic de l'oest del Brasil. És un parent molt proper del tití vermellós i a vegades se'l classifica dins de la mateixa espècie. Com tots els titís, es tracta d'un primat relativament petit i amb el pelatge espès i suau.